# Hellend vlak (retoriek)
Het hellend vlak of glijdende schaal (Latijn locus lubricus, glibberige plek) is een type argument waarbij een uiterste conclusie wordt gepresenteerd als logische uitkomst van een toestand, keuze of handeling. De stellingname van een tegenstander wordt daarbij bestreden door deze te presenteren als onherroepelijk leidend tot een extreme situatie, waarvan de wenselijkheid moeilijk te verdedigen is. Indien de extreme situatie niet logisch sluitend volgt uit het beweerde, maar er een tussenmogelijkheid denkbaar blijkt, is het een overdrijving en kan dit een drogreden zijn. 

## Voorbeelden
- Als we softdrugs legaliseren, is er geen reden meer om harddrugs te verbieden.

Hier wordt ontkend dat een onderscheid tussen softdrugs en harddrugs kan worden gemaakt.
- Als we de snelheid beperken tot 70 km/u, mogen we straks nog maar maximaal 10 km/u rijden.

Een maximumsnelheid is een compromis tussen verkeersveiligheid en doorstroming en zal niet noodzakelijkerwijze leiden tot een onevenredig lage snelheid.